# Орява (річка)
Оря́ва — річка в Україні, в межах Стрийського району Львівської області. Ліва притока Опору (басейн Стрия).

## Опис
Довжина Оряви 29 км, площа басейну 205 км². Орява — типово гірська річка. Дно кам'янисте, течія швидка. Нерідко бувають паводки.

## Розташування
Річка бере початок біля села Орява, на північно-східному схилі хребта Довжки. Тече переважно на північний схід через такі села: Орява, Козьова і Коростів. Впадає в р. Опір між селом Гребенів та містом Сколе.
- Майже по всій своїй довжині (крім верхів'їв) Орява протікає вздовж міжнародної автодороги Львів — Мукачево — Ужгород. Крім того, над рікою розташовані три села. Усе це вкрай негативно впливає на екологічний стан річки.

## Притоки
- Оравчик, Кропивна, Паназувка, Секул, Бутивля (ліві).